# Марри-Кэмпбелл, Харрисон
Ха́ррисон Ма́рри-Кэ́мпбелл (англ. Harrison Murray-Campbell; родился 4 августа 2006) — английский футболист, защитник клуба «Челси».

## Клубная карьера
Уроженец Лутона, Марри-Кэмпбелл стал игроком футбольной академии «Челси» в 2014 году. В августе 2023 года подписал с лондонским клубом свой первый профессиональный контракт. 19 декабря 2024 года дебютировал в основном составе «Челси», выйдя на замену в матче Лиги конференций УЕФА против клуба «Шемрок Роверс».

## Карьера в сборной
Выступал за сборные Англии до 17, до 18 и до 19 лет.
В ноябре 2023 года был включён в заявку сборной на чемпионат мира (до 17 лет) в Индонезии, сыграв на турнире три матча и забив один гол.

## Достижения
«Челси»
- Победитель Лиги конференций УЕФА: 2024/25